# Терравеккія
Терравеккія (італ. Terravecchia, сиц. Terravecchia) — муніципалітет в Італії, у регіоні Калабрія,  провінція Козенца.
Терравеккія розташована на відстані близько 470 км на південний схід від Рима, 70 км на північний схід від Катандзаро, 65 км на схід від Козенци.
Населення — 841 особа (2014).
Щорічний фестиваль відбувається martedì dopo Pasqua. Покровитель — Madonna del Carmine.

## Демографія
Населення за роками:

Станом на 1 січня 2023 року в муніципалітеті офіційно проживало 12 іноземців з 5 країн, серед них 9 громадян країн Євросоюзу та 1 громадянин України.

## Сусідні муніципалітети
- Каріаті
- Круколі
- Скала-Коелі